# Die Verschworenen

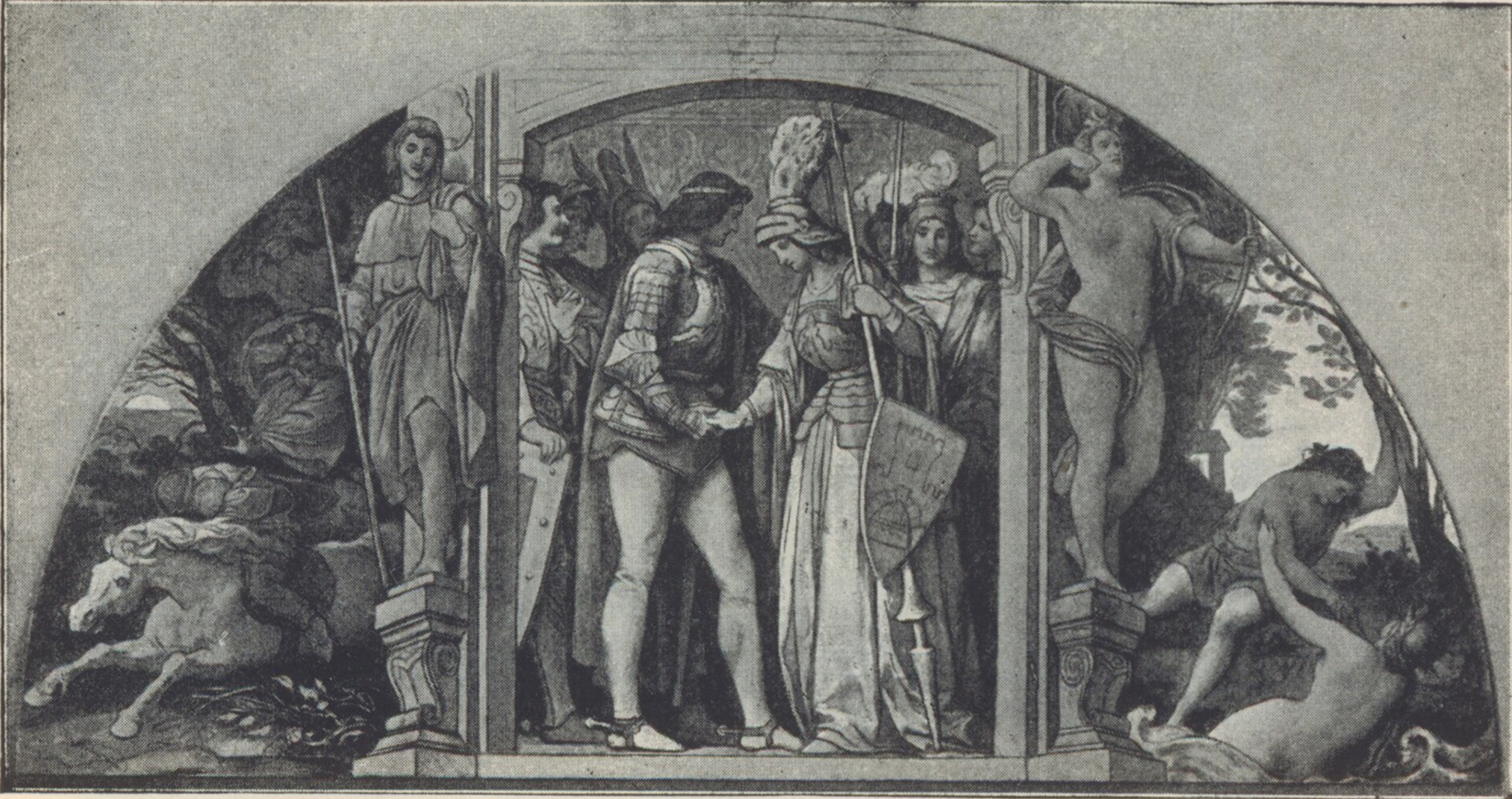
Schwind: Schubert-Lünette in der Hofoper (1869)

Die Verschworenen (original: Die Verschwornen, Zensurtitel: Der häusliche Krieg) ist ein einaktiges Singspiel mit gesprochenen Dialogen von Franz Schubert (D 787). Das Libretto verfasste Ignaz Franz Castelli. Als Vorlage diente ihm Lisistrata, ou Les Athéniennes, Comédie en un acte et en prose, mêlée de vaudevilles von François-Benoît Hoffman (Théâtre Feydeau, Paris 1802) nach der Lysistrata des Aristophanes (411 v. Chr.).

## Entstehung und Uraufführung
Als sicher kann gelten, dass das von der Administration der Wiener Hofoper bestellte Singspiel im Frühjahr 1823 entstand, Castellis Libretto war Ende 1822 im Druck erschienen. Über eine Aufführung zu Schuberts Lebzeiten sind jedoch nur undeutliche Angaben erhalten, die auf eine Schulaufführung mit Klavierbegleitung hinweisen. Schubert resignierte, als er erfuhr, der Komponist Georg Abraham Schneider habe Anfang 1824 in Berlin mit seiner zeitgleich entstandenen Vertonung einen Erfolg errungen.
Die konzertante Uraufführung erfolgte am 1. März 1861 durch den Wiener Singverein unter dessen Dirigent Johann von Herbeck im alten Musikvereins-Gebäude in den Tuchlauben, die szenische am 29. August 1861 in Frankfurt am Main. In dieser wirkten Nina Zottmayr-Hartmann und ihr Mann Max Zottmayr mit.

## Handlung
Da Heribert von Lüdenstein und seine Mannen ihre Burgfrauen allein zurückgelassen haben und einen Kreuzzug ins Heilige Land unternahmen, beschließen die Frauen, ihren Männern künftig jeden Liebesbeweis zu verweigern. Bei der Frauen-Versammlung unter der Leitung von Ludmilla ist jedoch auch der als Frau verkleidete Knappe Udolin zugegen, der die Pläne seinem Herrn Heribert preisgibt. Nun beschließen die gerade heimgekehrten Männer, zu tun, als ob sie sich für ihre Frauen gar nicht mehr interessieren würden. Aber ein junges, sehr hitzig ineinander verliebtes Ehepaar namens Helene und Astolf lässt sich nicht disziplinieren und bricht damit die Fronten auf. Nach und nach versöhnen sich Frauen und Männer wieder.